# Legio II Herculia
Legio II Herculia или на български II Легион "посветен на Херкулес (Legio II Herculia) e римски легион, създаден в началото на управлението на император Диоклециан (284-305). Получава името на бога Херкулес. Вероятно е кръстен на император Максимиан, колегата на Диоклециан.
Създаден e към края на 3 век заедно с Legio I Iovia (на бг.: I Легион "посветен на Юпитер"), за защита на новообразуваната провинция Малка Скития. Стациониран e на устието на Дунав в Новиодунум в Долна Мизия в Добруджа.
Според Notitia dignitatum, легионът II Легион Херкулес е все още стациониран в лагера си на Дунав и през 5 век.